# Piptostigma glabrescens
Piptostigma glabrescens är en kirimojaväxtart som beskrevs av Daniel Oliver. Piptostigma glabrescens ingår i släktet Piptostigma och familjen kirimojaväxter. Utöver nominatformen finns också underarten P. g. lanceolata.